# Hercostomus yatai
Hercostomus yatai är en tvåvingeart som beskrevs av Yang och Saigusa 2001. Hercostomus yatai ingår i släktet Hercostomus och familjen styltflugor.
Artens utbredningsområde är Sichuan (Kina). Inga underarter finns listade i Catalogue of Life.